# Rychle a zběsile: Tokijská jízda
Rychle a zběsile: Tokijská jízda (v anglickém originále The Fast and the Furious: Tokyo Drift) je americký akční film ze série Rychle a zběsile z roku 2006. Odehrává se v Tokiu a jeho obsazení je oproti předchozím dílům kompletně změněné (v malé roli se zde ke konci filmu představil Vin Diesel, který hrál v prvním díle). Režisérem filmu byl Justin Lin, který režíroval i několik následujících dílů.

## Obsazení
| Lucas Black      | Sean Boswell    |
| Sung Kang        | Han             |
| Bow Wow          | Twinkie         |
| Nathalie Kelley  | Neela           |
| Brian Tee        | Takaši          |
| Leonardo Nam     | Morimoto        |
| Brian Goodman    | Poručík Boswell |
| Zachery Ty Bryan | Clay            |
| Nikki Griffin    | Cindy           |
| Jason Tobin      | Earl            |
| Keiko Kitagawa   | Reiko           |
| Lynda Boyd       | Paní Boswellová |
| Vin Diesel       | Dominic Toretto |